# Puška vz. 54
Odstřelovačská puška vz. 54 (OP vz. 54) je československá opakovací odstřelovací puška, která byla hlavní zbraní odstřelovačů k ničení živé síly pevnými mířidly do 800/1000 m.
Zbraň je komorována na náboj 7,62 × 54 mm R. Pro střelbu je využíván upravený náboj 7,62 × 54 mm R s těžkou střelou – "7,62-Tž-Odst.". Pokud je využit jiný typ střeliva, je rozptyl vyšší a nelze využít střelecké tabulky. Max. dostřel zbraně, za použití "7,62-Tž-Odst." je 4800 m. 

## Vývoj
Odstřelovačské pušky se během druhé světové války osvědčily u československých zahraničích jednotek. Po skončení války zbyly Československé armádě ve výzbroji kořistní odstřelovačské pušky a pušky, které si přinesly zahraniční jednotky. Československá armáda po skončení druhé světové války dala požadavek na vývoj zbraní o sníženém balistickém výkonu (7,5 mm pro odstřelovače). 
V roce 1949 předložila Zbrojovka Brno odstřelovačskou pušku se závěrem typu Mauser, ráže 7.92 x 64 mm – ZG 48 Sn.  Puška byla zkoušena v průběhu roku 1950. Začátkem roku 1951 bylo rozhodnuto pušku zavést do výzbroje, ale s novým typem střeliva by vznikl problém se zásobováním střelivem. Proto byl vydán požadavek na vývoj zbraně, která by využívala náboj 7,62 × 54 mm R . Tento úkol přijal Otakar Galaš a na začátku roku 1952 se začaly zkoušet pušky ZG 51 Sn ráže 7.62 mm ve dvojím provedení. První provedení využívalo závěr typu Mauser a druhé provedení závěr sovětské pušky Mosin-Nagant 1891/30. Obě provedení byly následně testována do konce roku 1953. Bylo vybráno provedení se závěrem z pušky Mosin-Nagant 1891/30 a puška byla zavedena jako "Odstřelovačská puška vz.54". Výrobu / kompletací pušek byly pověřeny Závody přesného strojírenství, n. p., Uherský Brod (Česká zbrojovka Uherský Brod). Výroba započala v roce 1955, ale její zahájení provázely problémy. Problém byl způsoben hlavně nutným výběrem dílů z uskladněných válečných pušek Mosin-Nagant 1891/30. Uskladněné pušky Mosin-Nagant 1891/30 měly velké výrobní tolerance – bylo přebráno 16 000 pušek a pro účel výroby OP vz. 54 použito jen necelých 6000 kusů (díky nedostatku vhodných dílů byla výroba pušek vz. 54 ukončena v roce 1958). Vybrané části závěru byly optimálně zkombinovány. Hlaveň a spoušťový mechanismus byly vyrobeny nově. Původní šrouby pro úplnou rozborku pušky Mosin-Nagant 1891/30 byly doplněny pojistnými šrouby. Povolení k  sériové výrobě bylo uděleno až v roce 1956.

## Popis
Pažba a nadpažbí – předek pažby a nadpažbí kryje 1/3 hlavně. Krk pažby má pistolový tvar a ergonometrické vybrání pro lepší úchop. Hlaviště pažby má v sobě vybrání pro poutko úchytu ponosového řemenu.
Hlaveň – délka 700 mm. Až na pokusné provedení není upravena tvrdochrómem (snižoval přesnost o 15 %). Má 4 drážky a 4 pole. Hlavně se nerepasovaly, ale používaly se nově vyrobené.
Pevná mířidla – "klapkovitá", stavitelná. Rozmezí 100–1200 m. Od 100–700 m je pole po 50 metrech, od 700–1200 m je pole po 100 m (puška Mosin-Nagant 1891/30 měla stupnici do 2000 m).
Puškový dalekohled (Puškový dalekohled vz. 54) – je na zbrani nasazen v rybinovité liště dalekohledu (díky konstrukci je možné sundávat a nasazovat již nastřelený puškohled bez opakovaného nastřelení). Zvětšuje 2,5krát, velikost zorného pole je 6°. Váha puškového dalekohledu je 0,4 kg. Na trubici dalekohledu je vyryta značka, zvětšení, velikost zorného pole (2,5x6°P.). Na horní části dalekohledu je točítko s dálkovou stupnicí, který je dělená po 100 m, číslovanou od 0 hm do 10 hm pro nastavení příslušných zaměřovacích úhlů. Na levé straně dalekohledu je točítko stranových úprav a oprav vlivu větru.
Nábojová schránka – nábojová schránka je shodná s nábojovou schránkou pro pušku Mosin-Nagant vz. 1891/30. Do schránky lze vložit 5 nábojů. První náboj se pro uzavření závěru zasune do nábojové komory (faktická kapacita zásobníkové schránky jsou tedy 4 náboje. Nelze použít způsob jako u pušek typu "mauser", kdy se do nábojové schránky vsune 5 nábojů a šestý se vsune do nábojové komory).

## OP vz. 54 – první výrobní varianta
První zbraně, které byly kompletovány se od pozdějších lišily v detailech: 
1) muška hledí nebyla "stopkovitá" jako u pušek Mosin-Nagant vz. 1891/30, ale podobné jako u pušek mauser
2) pažba v přední části přesahovala nadpažbí
3) zadní úchyt pro řemen měl 2 šrouby skrz pažbu místo jednoho
4) pažba a nadpažbí bylo zpravidla z lepené "překližky"
5) horní část krytu mušky neměla otvor
Podoba této varianty byla použita též v předpisu pro výcvik ve střelbě z OP vz. 54 z roku 1958.

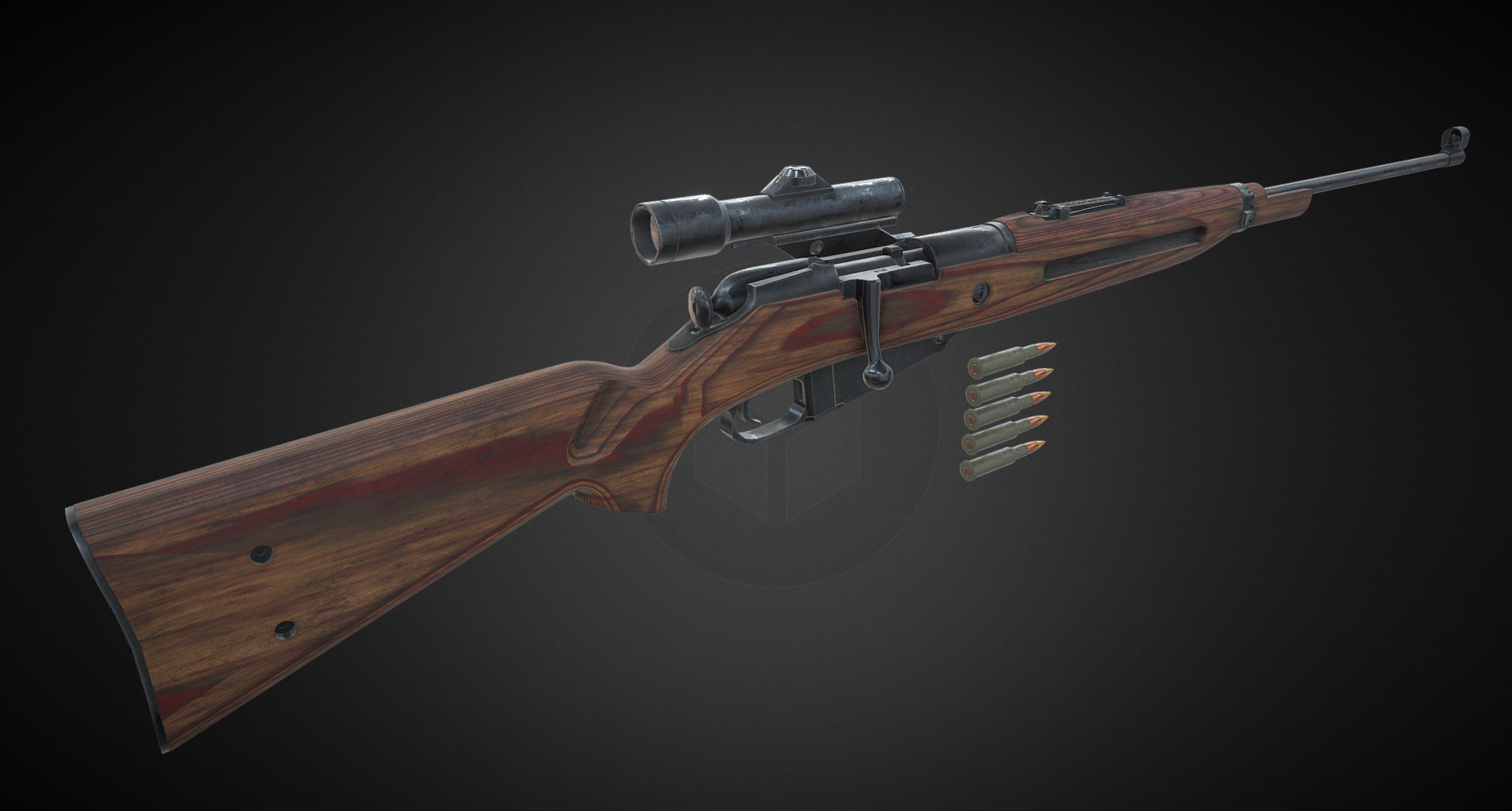
3d vizualizace první výrobní varianty
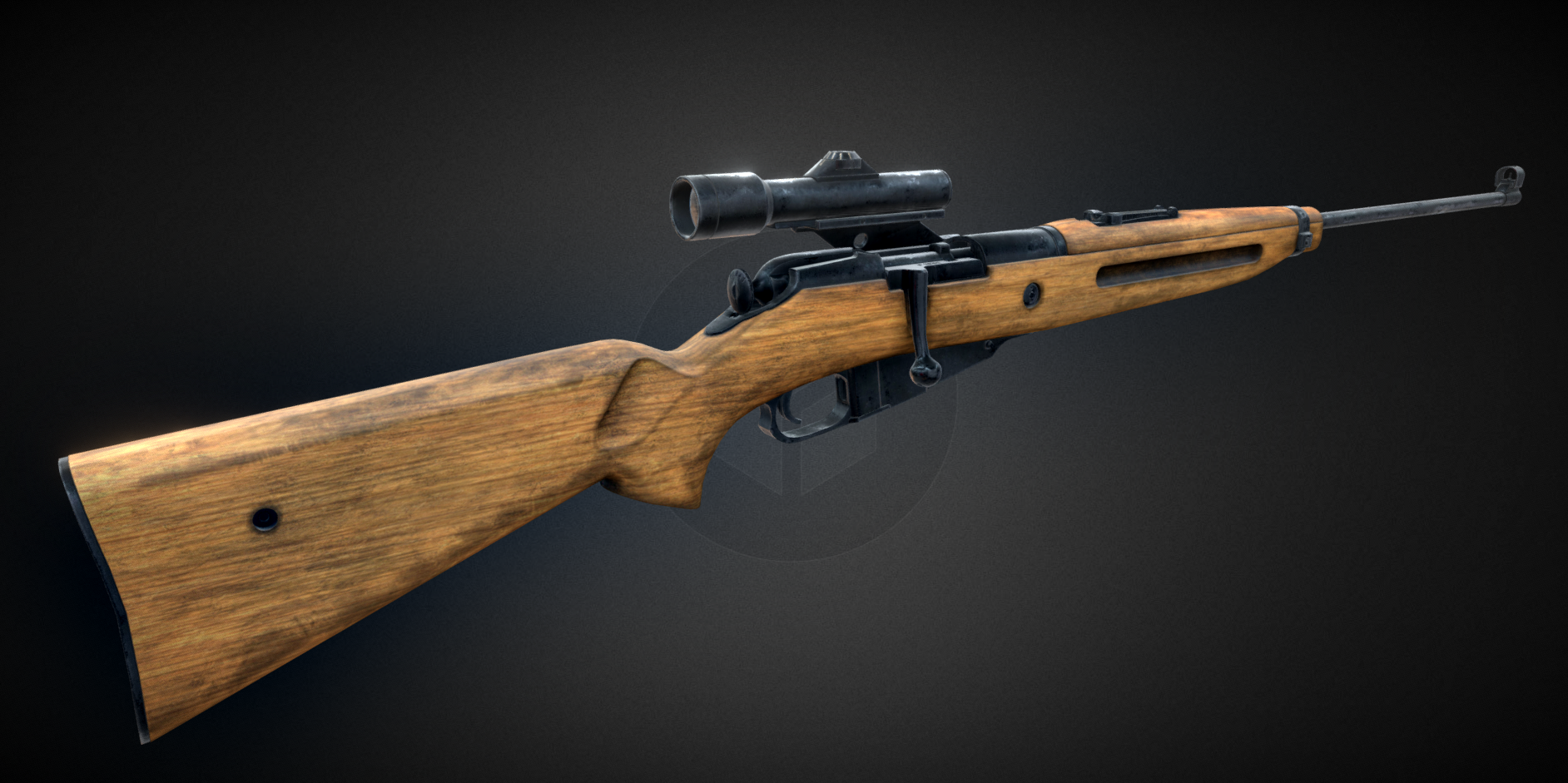
3d vizualizace sériové výrobní varianty
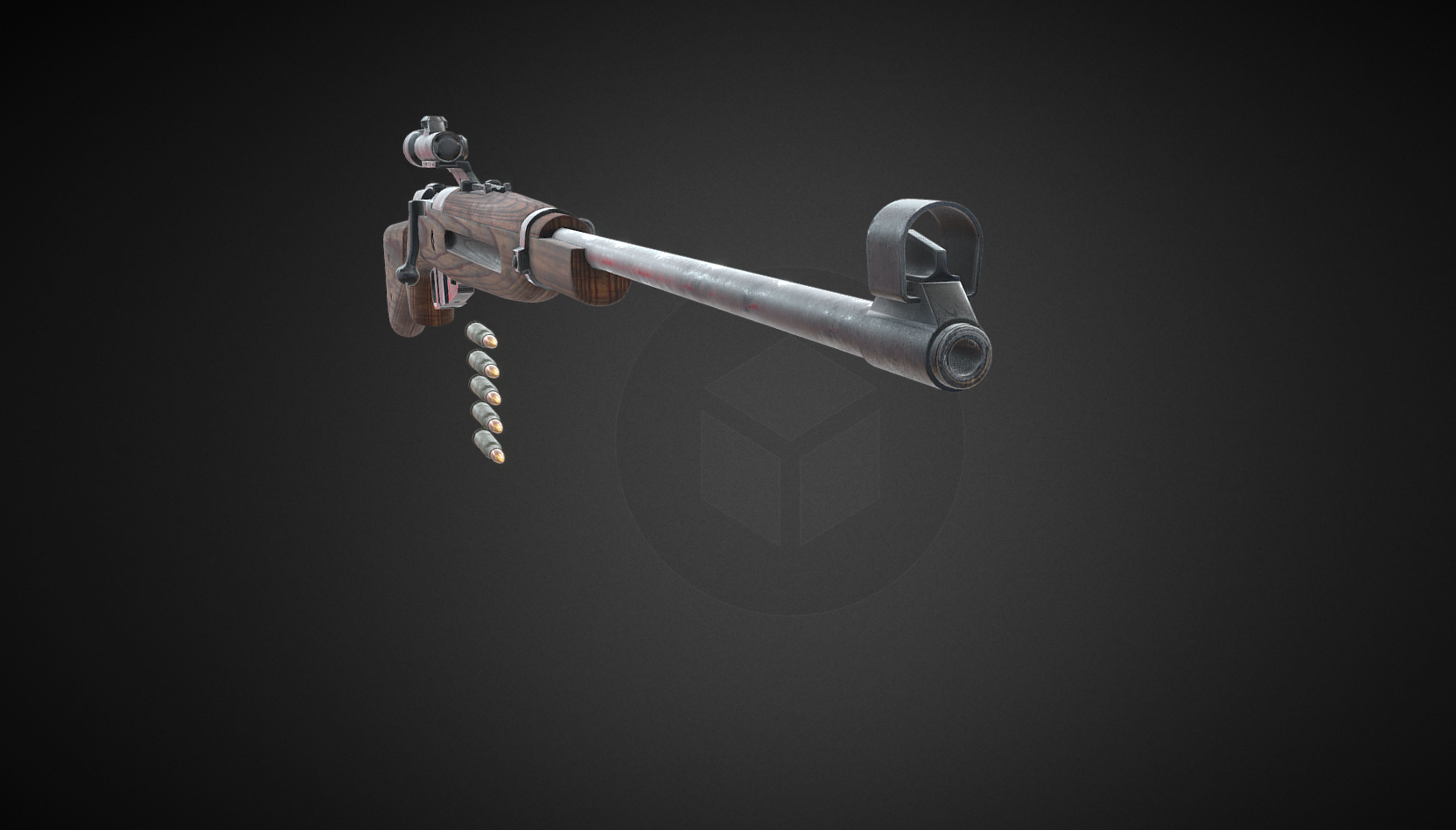
Muška typu "mauser" u prvních pušek vz.54
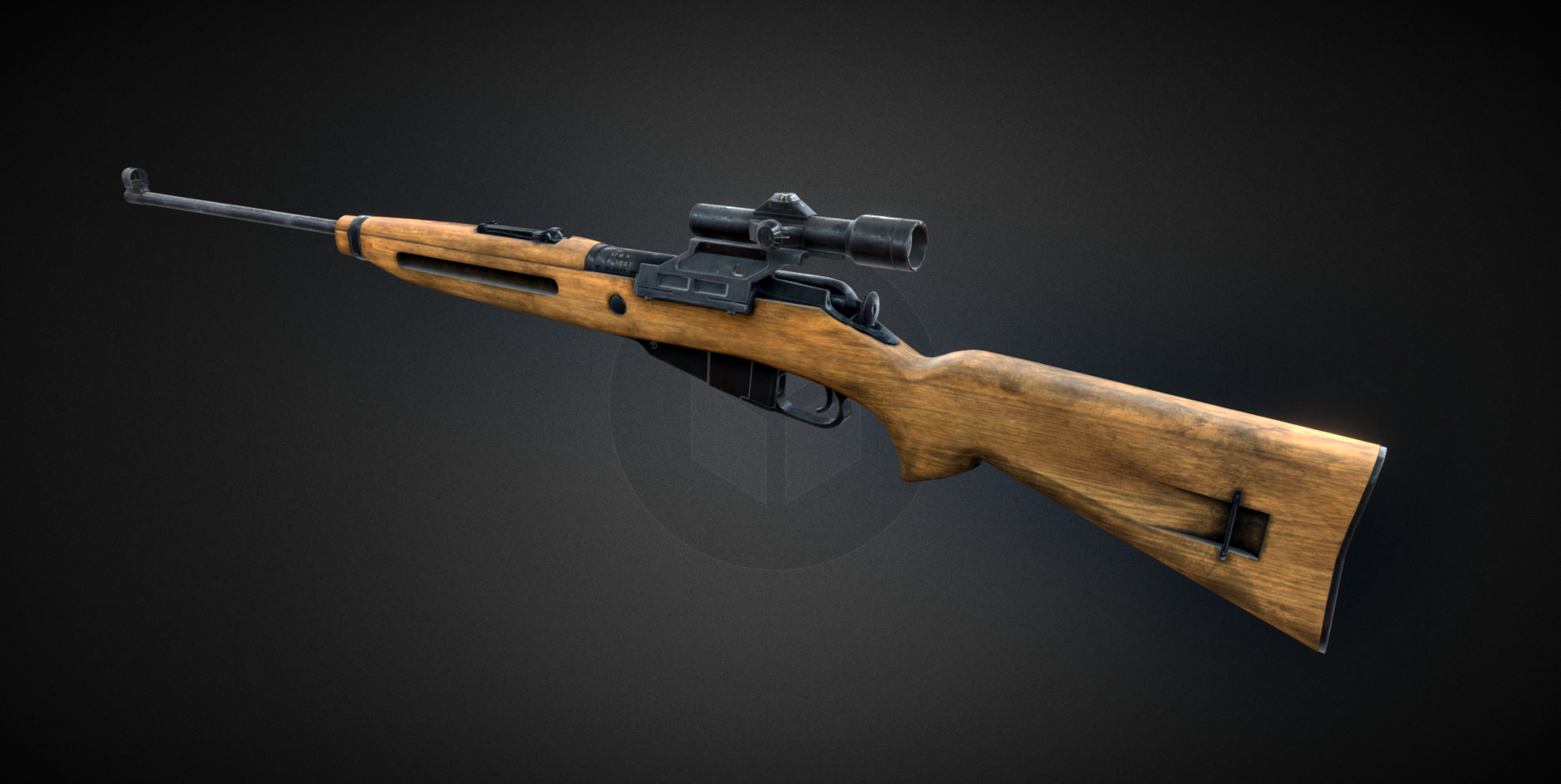
3d vizualizace pušky vz.54

## OP vz. 54 – s hlavní z tvrdochromu
V roce 1956 došlo k pokusu zvýšit životnost hlavně za použití tvrdochromu. Pro účel zkoušky zbraní bylo vyrobeno a převzato 7 kusů OP vz. 54 s tvrdochrómovaným vývrtem hlavně. Životnost hlavně se tím zvětšila, ale přesnost zbraní klesla o 15%, z tohoto důvodu se sériové zbraně dělaly bez tvrdochrómu.
(Pozn. pro větší spolehlivost v zimním počasí se využívá pro zápalky vojenského střeliva třaskavá rtuť, která ovšem způsobuje silně korozi, ke které dochází, pokud zbraň není nijak jinak ošetřena.)

## OP vz. 54/91
V 90. letech 20. století byly modernizovány stávající policejní vz. 54. Dostaly novou pažbu s nastavitelnou lícnicí a dvojnožku. Původní puškohled byl nahrazen zaměřovačem PSO-1 se čtyřnásobným zvětšením známým z pušky SVD.

## Uživatelé
- Československá lidová armáda[3]
- Speciální jednotky SNB[3]
- Vietnam[4]
- Německá demokratická republika[4]

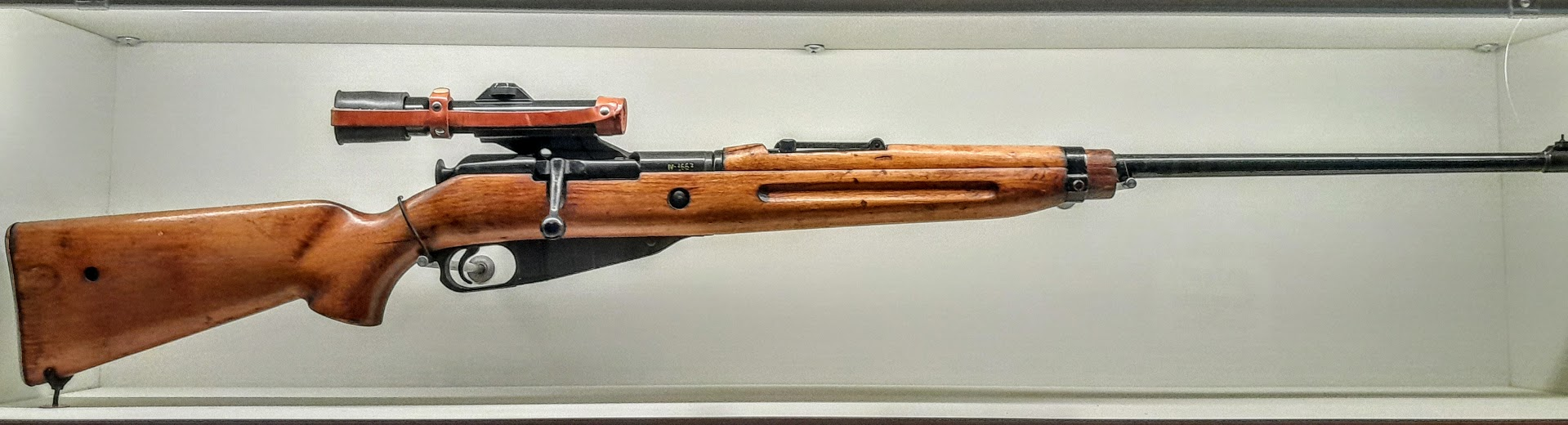
OP vz. 54 ze sbírek VHÚ PRAHA

Hlavní uživatelem OP vz. 54 byla Československá lidová armáda. Později se zbraně dostaly ke zvláštním jednotkám Sboru národní bezpečnosti. Německá demokratická republika, která  v roce 1961 odkoupila 150 kusů pušek vz.54. V letech 1966–1968 bylo 1460 kusů z celkových vyrobených 5 413 kusů odprodáno do Vietnamské demokratické republiky.

## Náboj 7,62-Tž-Odst.

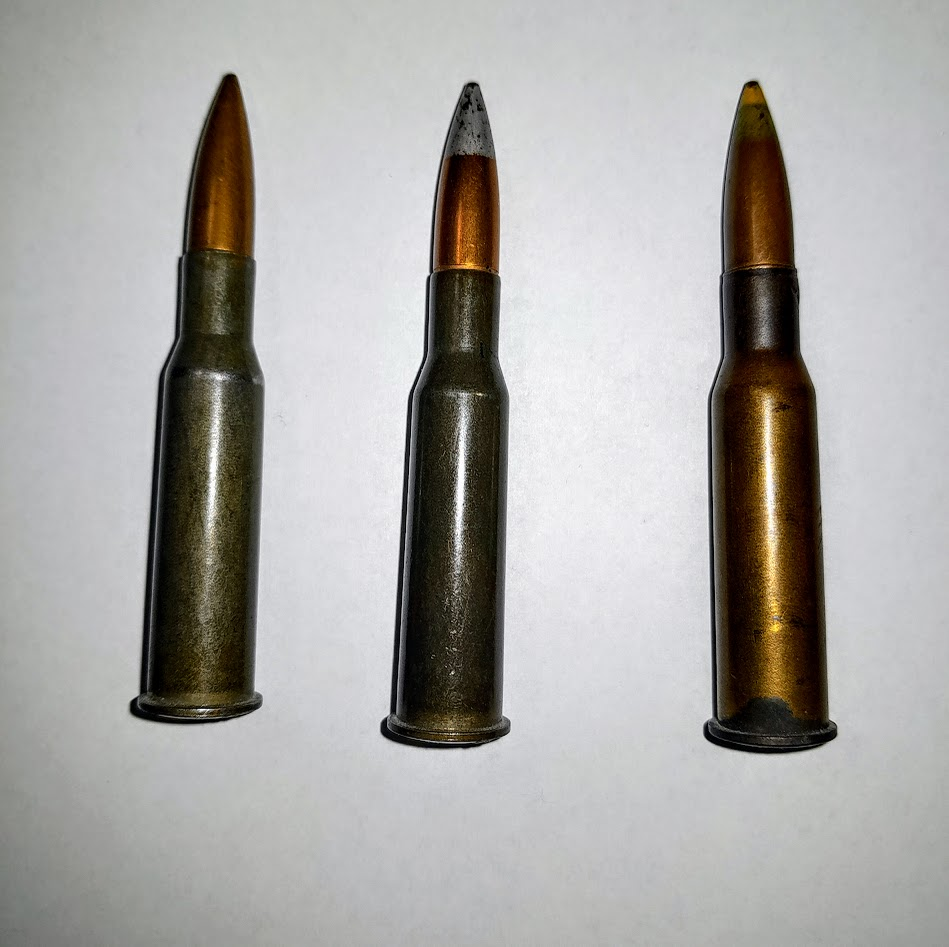
Vlevo 7.62-59, Uprostřed 7,62-Tž-Odst.(1957), Vpravo 7,62-Tž-Odst.(1968),

Jedná se o upravenou variantu náboje 7,62 × 54 mm. Jádro střely je celoolověné nebo celoocelové (ocelové jádro v olověném pouzdru není přesně geometricky centrováno a může docházet k nepřesnostem při střelbě, homogenní jádro zaručuje vyšší přesnost). 

## Fotogalerie

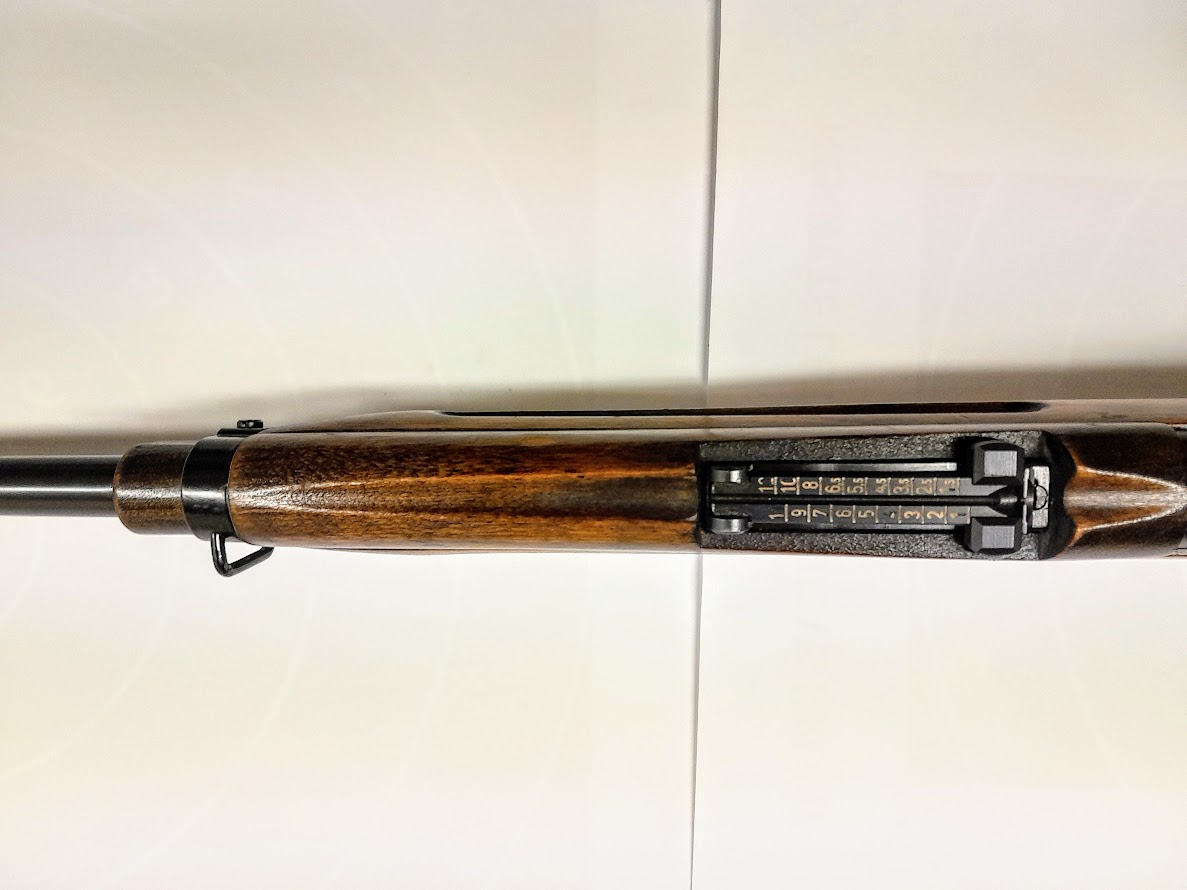
Hledí OP vz. 54
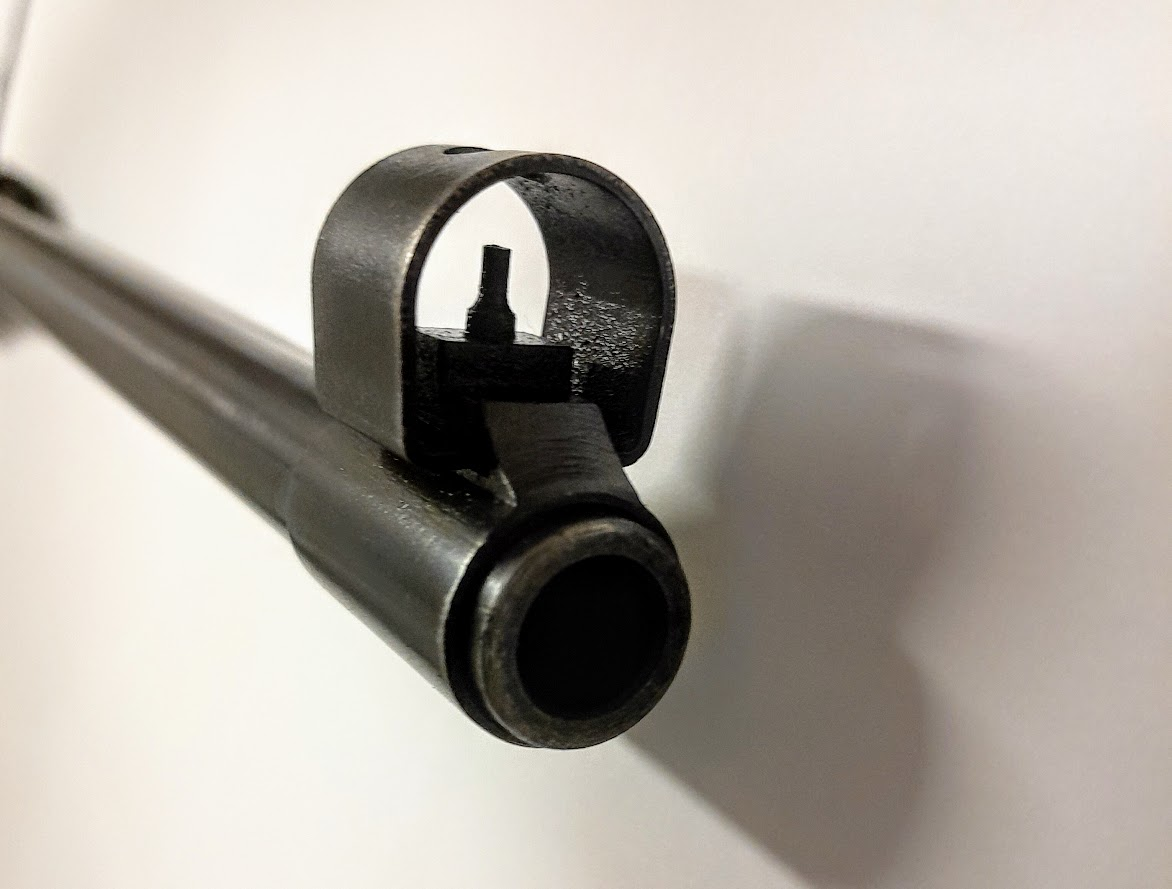
Muška OP vz. 54
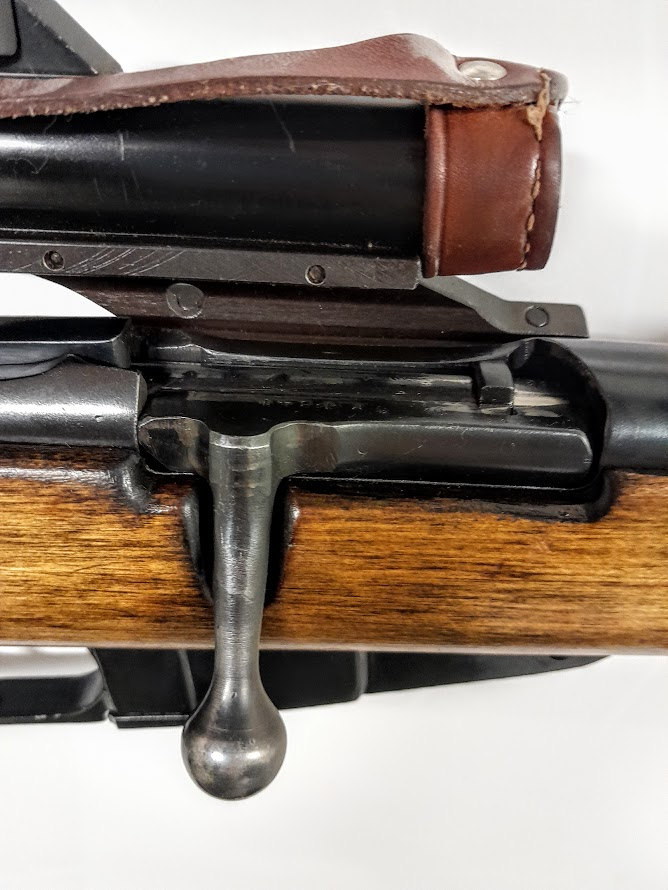
Závěr OP vz. 54
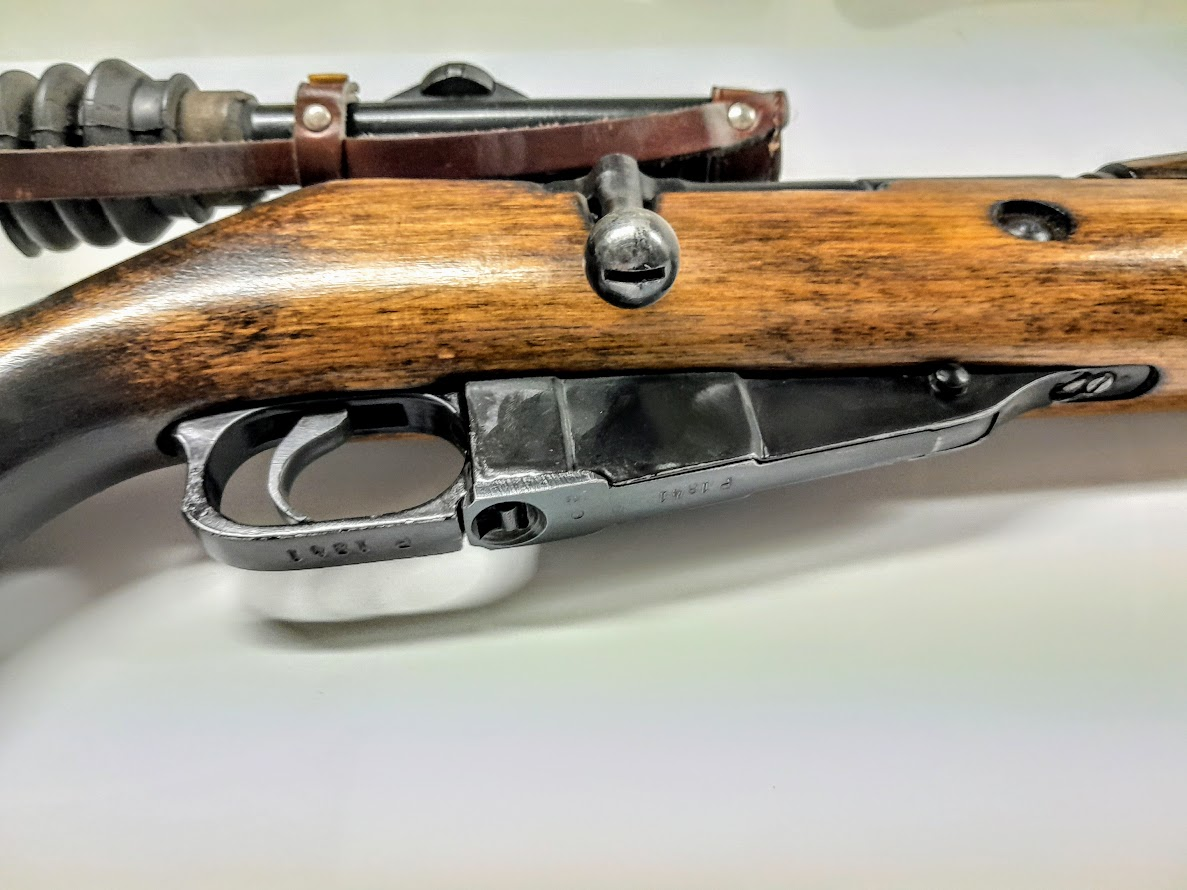
Nábojová schránka OP vz. 54
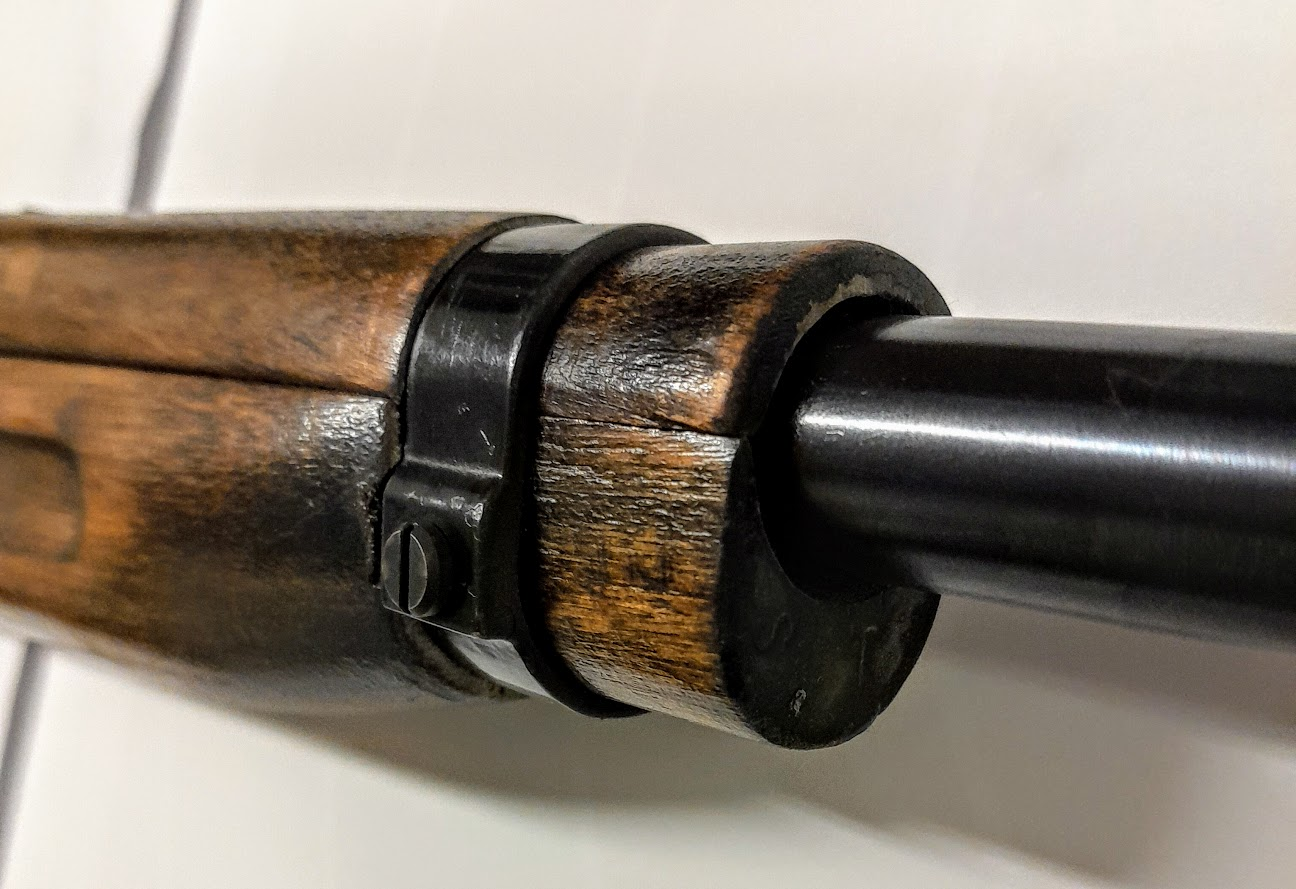
Objímka OP vz. 54
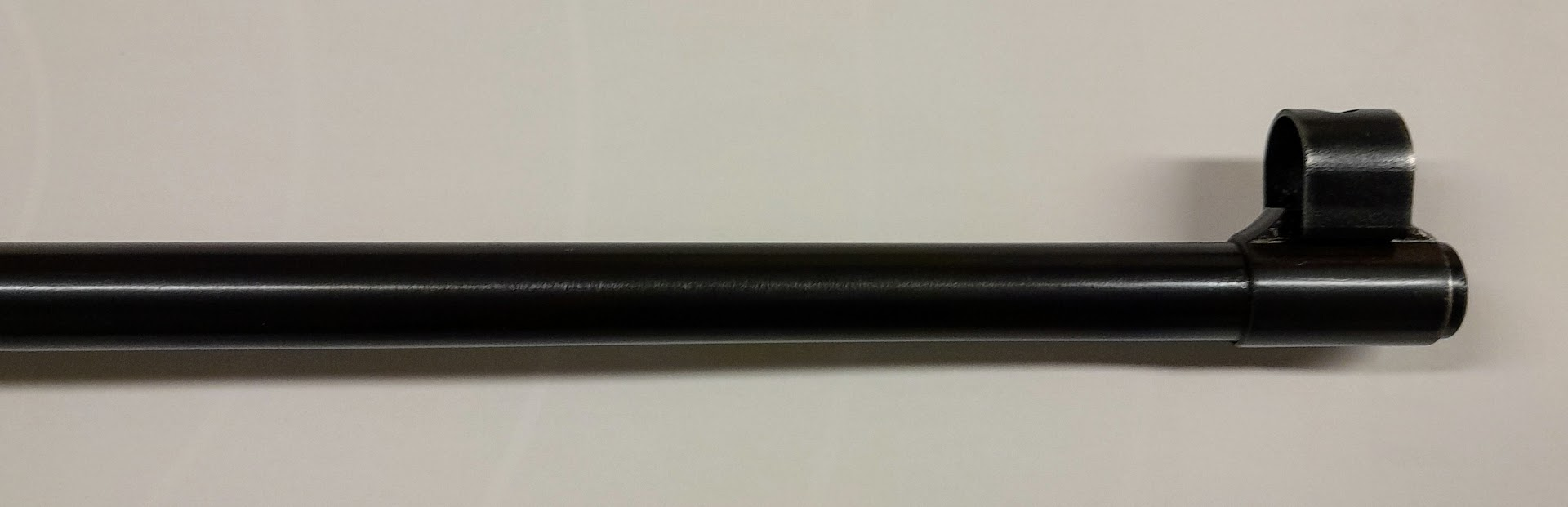
Hlaveň OP vz. 54
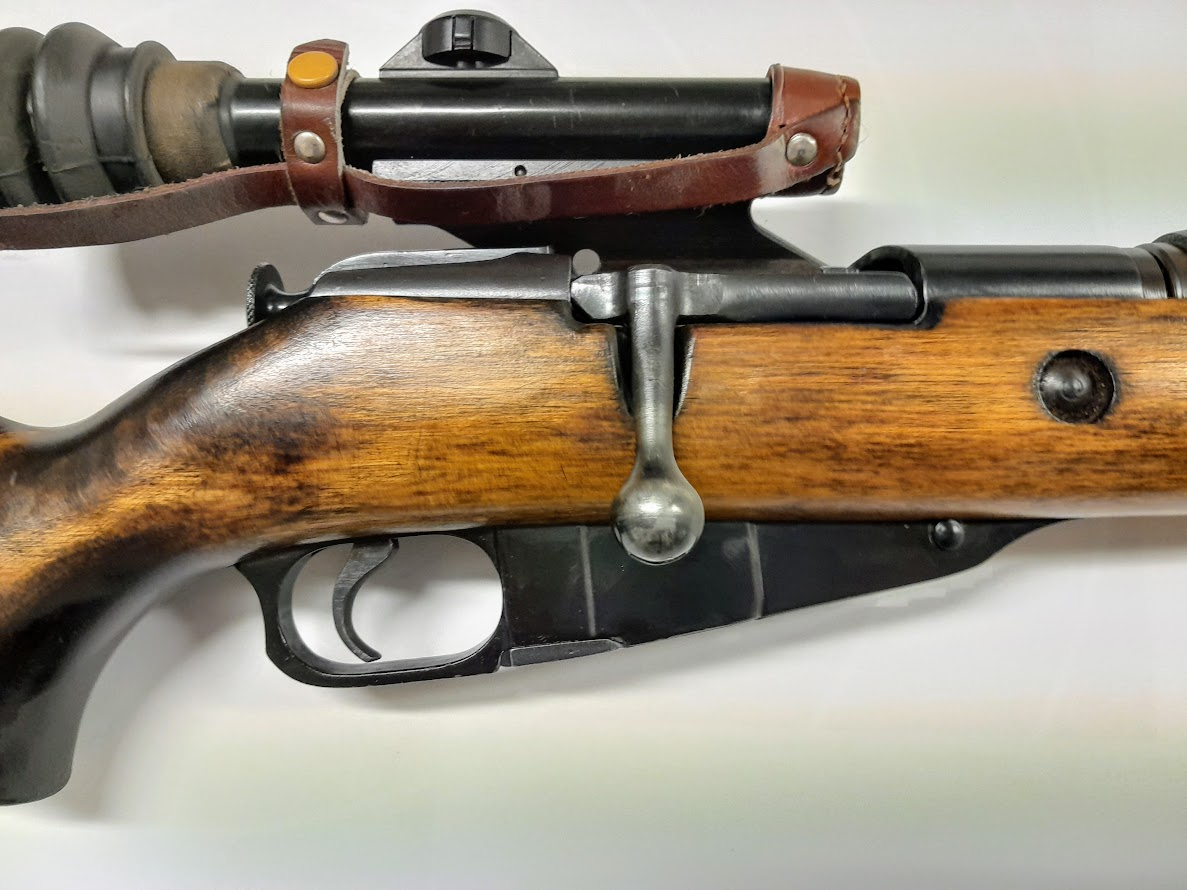
Závěr OP vz. 54

## OP vz. 54 v kultuře
OP vz. 54 se objevila i v počítačové hře ArmA III, a to od dvou na sobě nezávislých autorech.  

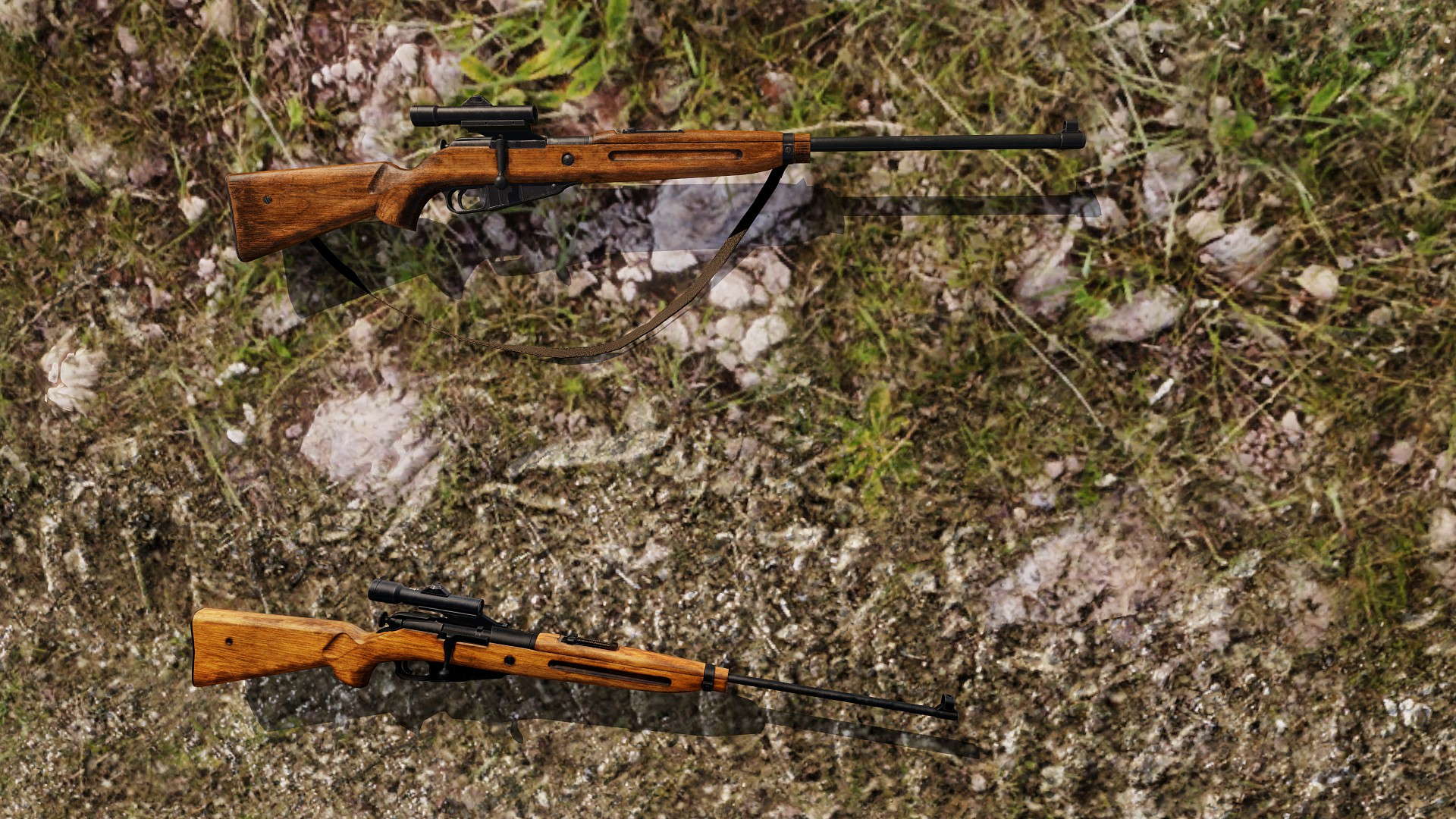
Pušky vz. 54 ve hře ArmA 3
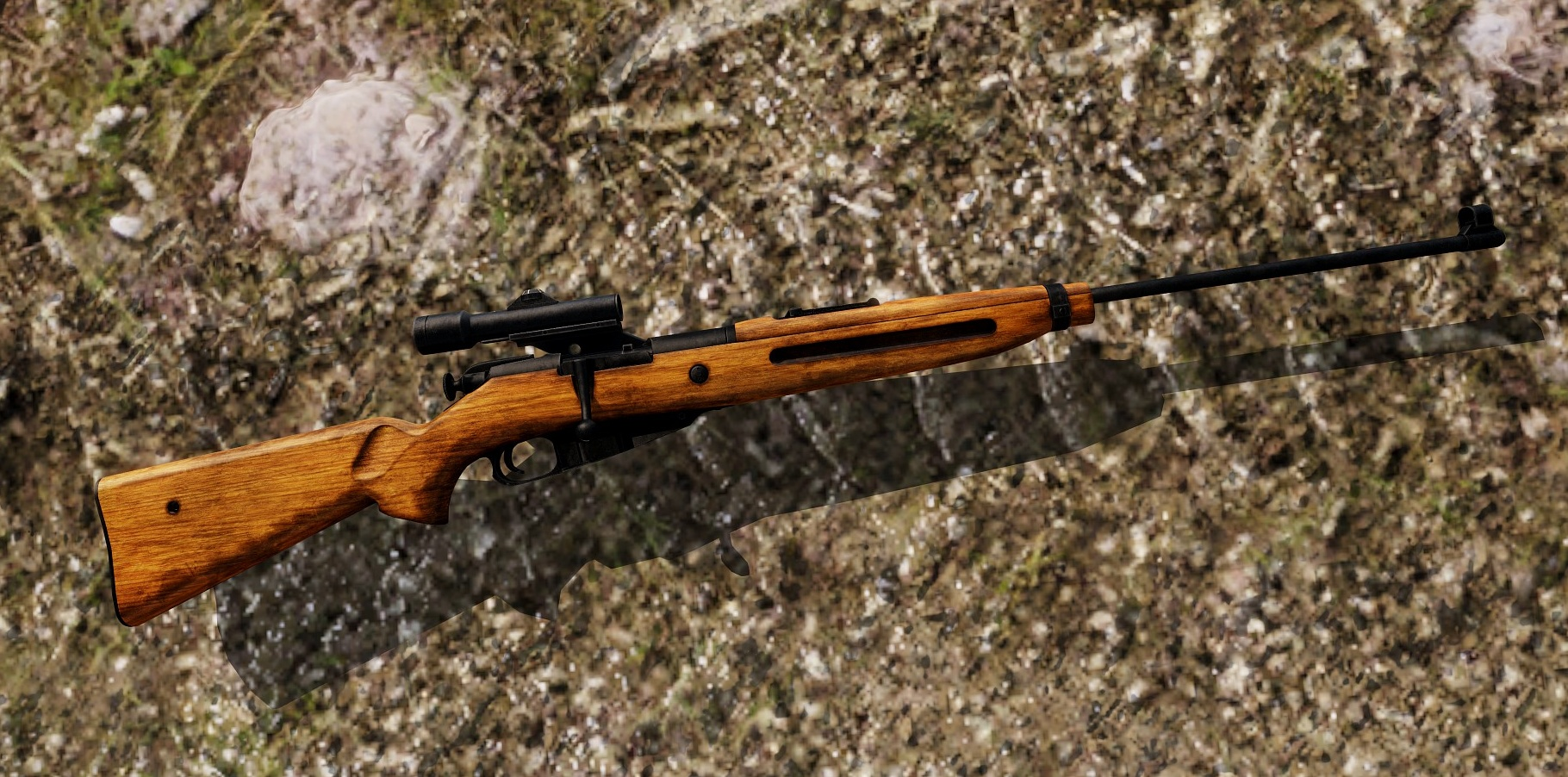
Puška vz. 54 ve hře ArmA  3

Puška vz. 54 hrála také hlavní úlohu při zneškodnění dvojnásobného vraha ve filmu Smrt Stopařek.[zdroj?]